# アルボーシャス・タイガー
アルボーシャス・タイガー（Arbocius Tiger、1974年11月28日 - ）は、リトアニアの男性空手家、総合格闘家。アリタス出身。Vendetta所属。元ヘビー級キング・オブ・パンクラシスト。
かつてはリングネームをケステゥシャス・アルボーシャスとしていたが、2006年4月9日の金原弘光戦からアルボーシャス・タイガーに改めた。
左胸に虎のタトゥー、右腕には「士道館」と漢字のタトゥーを彫っている。

## 来歴
22歳で士道館に入門。その後、士道館ワールドオープントーナメントで1999、2000年に75kg級、2005年には90kg級を制覇。さらにIKBF全欧キックボクシング選手権においても優勝を収めた。
2004年12月21日、初参戦となったパンクラスで渡辺大介と対戦し、判定勝ち。
2005年7月16日、「新・格闘技の祭典 2005」で行われたヘビー級トーナメントで優勝を果たした。このトーナメントはワールド士道館ルール（1Rフルコンタクト空手2分、2Rキックボクシング3分、3R総合格闘技5分という変則ルール）で行われた。かつて極真会館で「城西の虎」の異名をとった士道館館長・添野義二から「虎」の名を継承した。
2006年に行われたパンクラス第2代ヘビー級（-100kg）王者決定トーナメント1回戦で金原弘光、準決勝で三浦康彰、決勝でポアイ菅沼に勝利し優勝を果たし王座獲得に成功した。
2007年5月30日、水野竜也とのヘビー級キング・オブ・パンクラス初防衛戦が決定していたが、5月23日に怪我による欠場および王座返上が発表された。
2007年10月14日、タイガーのベルト返上後に王者となった第3代パンクラスヘビー級王者アスエリオ・シウバとのタイトルマッチが決定していたが、10月11日に日本に向かうための地元の空港に向かう途中に連絡があったのを最後に音信不通となり、最終的には13日に中止となった。その後、12月になって無事が確認された。

## 戦績

### 総合格闘技
| 総合格闘技 戦績 | 総合格闘技 戦績 | 総合格闘技 戦績 | 総合格闘技 戦績 | 総合格闘技 戦績 | 総合格闘技 戦績 | 総合格闘技 戦績 |
| --------------- | --------------- | --------------- | --------------- | --------------- | --------------- | --------------- |
| 14 試合         | (T)KO           | 一本            | 判定            | その他          | 引き分け        | 無効試合        |
| 8 勝            | 5               | 1               | 2               | 0               | 0               | 0               |
| 5 敗            | 0               | 3               | 2               | 0               | 0               | 0               |

| 勝敗 | 対戦相手                 | 試合結果                          | 大会名                                                          | 開催年月日     |
| ○    | ポアイ菅沼               | 3R 0:34 TKO（ドクターストップ）   | PANCRASE 2006 BLOW TOUR 【ヘビー級王者決定トーナメント 決勝】   | 2006年8月27日  |
| ○    | 三浦康彰                 | 1R 1:35 TKO（スタンドパンチ連打） | PANCRASE 2006 BLOW TOUR 【ヘビー級王者決定トーナメント 準決勝】 | 2006年6月6日   |
| ○    | 金原弘光                 | 5分2R終了 判定3-0                 | PANCRASE 2006 BLOW TOUR 【ヘビー級王者決定トーナメント 1回戦】  | 2006年4月9日   |
| ×    | 高橋義生                 | 5分3R終了 判定0-2                 | PANCRASE 2005 SPIRAL TOUR                                       | 2005年10月2日  |
| ×    | ヴァルダス・ポセビュチス | 1R 3:02 チョークスリーパー        | Shooto Lithuania: Return                                        | 2005年6月9日   |
| ○    | 佐藤光芳                 | 3R 4:59 KO（パウンド）            | PANCRASE 2005 SPIRAL TOUR                                       | 2005年2月4日   |
| ○    | 渡辺大介                 | 5分3R終了 判定3-0                 | PANCRASE 2004 BRAVE TOUR                                        | 2004年12月21日 |
| ○    | パベル・ドルゴフ         | KO                                | Bushido Rings 6: Dynamite                                       | 2002年12月14日 |
| ×    | ヴォルク・アターエフ     | 2R 2:58 フロントチョーク          | Bushido Rings 5: Shock                                          | 2002年11月9日  |
| ×    | ジム・シアボールド       | 1R 2:30 アームロック              | Ironheart Crown 2: Crusade 【ヘビー級トーナメント 決勝】        | 2000年11月4日  |
| ○    | ロベルト・ラミレス       | 1R 3:17 ヒールホールド            | Ironheart Crown 2: Crusade 【ヘビー級トーナメント 1回戦】       | 2000年11月4日  |
| ×    | エギディユス・ギカラス   | 5R終了 判定（ポイント5-2）        | Knight of the Ring 1                                            | 1996年11月30日 |

### ミックスルール
| 勝敗 | 対戦相手         | 試合結果                         | 大会名                                                | 開催年月日    |
| ○    | キム・ジェヨン   | 3R（2分/3分/5分） 判定3-0        | 新・格闘技の祭典 2005 【ヘビー級トーナメント 決勝】   | 2005年7月16日 |
| ○    | 昇竜             | 1R終了時 TKO（ドクターストップ） | 新・格闘技の祭典 2005 【ヘビー級トーナメント 準決勝】 | 2005年7月16日 |
| ○    | カルロス・トヨタ | 2R 1:49 KO                       | 新・格闘技の祭典 2005 【ヘビー級トーナメント 1回戦】  | 2005年7月16日 |

## 獲得タイトル
- 新・格闘技の祭典2005 ワールド士道館ルール ヘビー級トーナメント 優勝（2005年）
- 第2代ヘビー級キング・オブ・パンクラス王座（2006年）